# Emblyna annulipes
Emblyna annulipes là một loài nhện trong họ Dictynidae.
Loài này thuộc chi Emblyna. Emblyna annulipes được John Blackwall miêu tả năm 1846.